# Killer-Sudoku

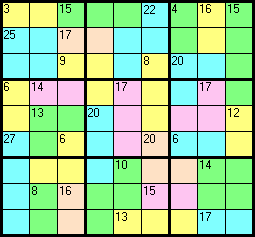
Killer-Sudoku

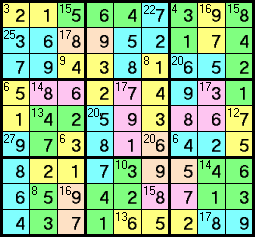
Zugehörige Lösung

Killer-Sudoku (auch unter dem Namen Sum Sudoku oder Samunamupure bekannt) ist ein Zahlenrätsel, das Elemente aus Sudoku und Ken Ken miteinander kombiniert. Killer-Sudoku werden schnell mit Gebietssummen verwechselt. Killer-Sudoku dürfen jedoch im Vergleich zu Gebietssummen in einer Summe keine Zahl doppelt enthalten. Trotz des Namens können Killer-Sudokus leichter zu lösen sein als klassische Sudokus.

## Aufbau und Regeln
Ein Killer-Sudoku besteht aus einem in mehrere gleich große rechteckige Blöcke unterteilten Rechteck; die Blöcke wiederum teilen sich in einzelne Felder auf. Außerdem ist das Spielfeld unabhängig von den Blöcken in mehrere beliebig geformte Gruppen aufgeteilt. In jeder Gruppe steht klein eine Zahl.
In der Regel bestehen Killer-Sudokus ebenso wie Sudokus aus 3×3 Blöcken, die je 3×3 Felder enthalten. Für die Kennzeichnung der Blöcke und Gruppen werden unterschiedliche Methoden verwendet, meist eine Kombination aus farblicher Hinterlegung und verschieden dicken Trennlinien.
Die Felder sind nun so mit Ziffern zu füllen, dass folgende Bedingungen erfüllt sind:
- nur die Ziffern 1, 2, 3, 4, 5, 6, 7,8 und 9 sind zulässig
- jede dieser Ziffern muss genau einmal pro Zeile, Spalte und Block vorkommen
- die Summe der Ziffern in einer Gruppe muss exakt der angegebenen Zahl für diese Gruppe entsprechen
- eine Ziffer darf in einer Gruppe höchstens einmal vorkommen

Die letzte Regel, die in Japan unumstritten ist, wurde in den ersten Veröffentlichungen in The Times nicht erwähnt, was zur Verwirrung der Leser führte.
Des Weiteren sind auch Killer-Sudokus von anderer Größe denkbar, z. B. mit 4×4 Blöcken mit je 4×4 Feldern, in die die Zahlen von 1 bis 16 nach analogen Regeln wie oben eingesetzt werden müssen.
Normalerweise wird die Lösung durch die vorgegebenen Zahlen und Bereiche eindeutig festgelegt.

## Geschichte
Killer-Sudokus erschienen in Japan als Sudoku-Variante Mitte der 1990er Jahre, wo sie unter dem Namen Samunamupure (Scheinanglizismus, abgeleitet von engl. sum number place) bekannt waren. In der englischsprachigen Welt wurden sie im Jahr 2005 von der Zeitschrift „The Times“ eingeführt.

## Lösungsmethoden
Zur Lösung eines Killer-Sudokus versucht man nach und nach immer mehr Zahlen in die entsprechenden Felder einzutragen, die sich dann zu immer größeren Bereichen ergänzen.
Einfache Killer-Sudokus enthalten Gruppen aus nur einem Quadrat, die natürlich eindeutig sind und die entsprechende Zahl enthalten. Des Weiteren lassen sich oft durch die angegebene Summe die überhaupt noch möglichen Zahlen in dieser Gruppe stark eingrenzen. So kann beispielsweise bei der verbreitetsten Form eines Killer-Sudoku mit neun Ziffern je Block eine Gruppe mit zwei Felder und Summe 3 nur die Zahlen 1 und 2 enthalten und eine mit der Summe 7 nur entweder 1 und 6 oder 2 und 5 oder 3 und 4 enthalten. Durch logische Überlegungen lassen sich so für alle weiteren Summen und auch für größere Bereiche die entsprechenden Kombinationsmöglichkeiten angeben.
Manchmal lassen sich Zahlen ausrechnen, statt sie über Kombinationen zu bestimmen. Die Summe aller regelgerecht eingetragenen Zahlen in einem 3×3-Quadrat, einer Zeile oder einer Spalte muss immer gleich der Summe der Zahlen von 1 bis 9 also gleich 45 sein. Damit lässt sich beispielsweise eine verbleibende Zahl in einem Block sehr schnell berechnen.